# Loris Facci
Loris Facci (Torino, 13 agosto 1983) è un ex nuotatore italiano.

## Carriera
Specializzato nella rana, alto 1.87 m, pesa 72 kg. La sua squadra è la Rari Nantes Novara.
Nel 2006 partecipa agli Europei di nuoto, dove arriva a toccare per primo nella finale dei 200 rana, ma viene squalificato per virata irregolare. Allenato da Fulvio Albanese, nel 2007 ai mondiali di Melbourne si classifica terzo, sempre nei 200 rana. Nel 2008 compete alle Olimpiadi di Pechino nei 200 rana, ottenendo il 3º e il 6º miglior tempo rispettivamente nelle batterie e nelle semifinali, classificandosi 7º in finale. Nel 2009 compete ai mondiali di Roma nei 200 rana, ottenendo il 3º miglior tempo nelle semifinali, siglando il record italiano, che detiene, e classificandosi 8º in finale. Dopo un periodo in ombra si riaffaccia alla ribalta del panorama natatorio nazionale ai Campionati Italiani Assoluti Primaverili 2012 di Riccione, dove ottiene due quarti posti, rispettivamente nella finale dei 100 rana con 1.02.80 e nella finale dei 200 rana con 2.14.15

## Record personali
- 50 rana: 28.79
- 100 rana: 1:01.50
- 200 rana: 2:08.50 , Roma 2009, semifinali

## Palmarès
| Giochi olimpici            | 100 m rana                | 200 m rana                | 4 x 100 m mista                |
| 2004 Atene Grecia          | ---                       | 40º in batteria 2'19"38   | ---                            |
| 2008 Pechino Cina          | ---                       | 7º 2'10"57                | squalificato :                 |
| Campionati del mondo       | 100 m rana                | 200 m rana                | 4 x 100 m mista                |
| 2005 Montréal Canada       | 35º in batteria 1'03"11   | 7º 2'12"62                | ---                            |
| 2007 Melbourne Australia   | ---                       | Bronzo 2'11"03            | 6º - 3'37"67 frazione: 1'01"44 |
| 2009 Roma Italia           | ---                       | 8º 2'10"26                | ---                            |
| Campionati europei         | 100 m rana                | 200 m rana                | 4 x 100 m mista                |
| 2004 Madrid Spagna         | 13º in semifinale 1'03"29 | 9º in semifinale 2'15"46  | ---                            |
| 2006 Budapest Ungheria     | 12º in semifinale 1'01"75 | squalificato (1.) 2'11"91 | ---                            |
| 2008 Eindhoven Paesi Bassi | 10º in semifinale 1'01"60 | 9º in semifinale 2'13"49  | 5º nuota in batteria           |
| Europei in vasca corta     | 50 m rana                 | 100 m rana                | 200 m rana                     |
| 2005 Trieste Italia        | 32º in batteria 28"60     | 21º in batteria 1'00"48   | 8º 2'10"21                     |
| 2006 Helsinki Finlandia    | ---                       | 37º in batteria 1'01"54   | 24º in batteria 2'13"61        |
| Giochi del Mediterraneo    | 50 m rana                 | 100 m rana                | 200 m rana                     |
| 2005 Almeria Spagna        | 11º in batteria 29"99     | 9º in batteria 1'04"27    | 12º in batteria 2'24"22        |
| 2009 Pescara Italia        | ---                       | ---                       | 4º 2'13"35                     |
| Universiadi                | ---                       | 200 m rana                | 4 x 100 m mista                |
| 2003 Daegu Corea del Sud   | ---                       | 4º 2'16"30                | ---                            |
| Europei giovanili          | 100 m rana                | 200 m rana                | 4 x 100 m mista                |
| 2001 Malta Malta           | 5º 1'04"76                | 5º 2'18"77                | 4º - 3'48"92 frazione: 1'04"61 |

### Campionati italiani
12 titoli individuali, così ripartiti:
- 3 nei 100 m rana
- 9 nei 200 m rana

| Anno | Edizione    | rana 100 m | rana 200 m |
| ---- | ----------- | ---------- | ---------- |
| 2003 | Primaverili | -          | 3          |
| 2003 | Estivi      | -          | 2          |
| 2004 | Primaverili | 1          | 2          |
| 2004 | Estivi      | 2          | 3          |
| 2004 | Invernali   | 2          | 1          |
| 2005 | Primaverili | 2          | 2          |
| 2005 | Estivi      | -          | 1          |
| 2005 | Invernali   | 2          | 2          |
| 2006 | Primaverili | 2          | 1          |
| 2006 | Estivi      | -          | 1          |
| 2006 | Invernali   | -          | 3          |
| 2007 | Primaverili | 3          | 1          |
| 2007 | Invernali   | 1          | 1          |
| 2008 | Primaverili | 1          | 1          |
| 2008 | Estivi      | -          | 3          |
| 2009 | Primaverili | 2          | 1          |
| 2009 | Estivi      | -          | 1          |
| 2010 | Invernali   | -          | 2          |